# Dennis Nally
Dennis M. Nally (* 10. November 1952 in Washington, D.C.) ist ein US-amerikanischer Manager. Er war von 2009 bis Juni 2016 CEO und Senior Partner von PricewaterhouseCoopers International (PwC) und ist bei der HeForShe-Kampagne für die Gleichstellung tätig.

## Werdegang
Nally hat einen Bachelor-Abschluss der Western Michigan University. Später absolvierte er Executive-Programme an der Columbia University und der Penn State University. Im Jahr 1974 trat er bei der Detroiter Niederlassung von Price Waterhouse ein und wurde 1985 Partner. Nally wurde 1992 National Director für Strategische Planung, 1995 stellvertretender Vorsitzender, 2000 Managing Partner und schließlich 2002 CEO der US-amerikanischen Firma und 2009 CEO des Gesamtunternehmens.
Nally gehörte zu 79 Wirtschaftsführern des Weltwirtschaftsforums, die 2015 von den Regierungschefs der UN-Klimakonferenz konkrete Maßnahmen zur Bekämpfung des Klimawandels forderten. Er ist Gründungsmitglied der „IMPACT 10x10x10 Pilot Initiative“, die im Rahmen der HeForShe-Kampagne weltweit Ungleichheiten zwischen Männern und Frauen in Unternehmen sowie Regierungen zu beenden soll.

“Part of my personal leadership vision is to move the needle on gender equality.”

„Ein Teil meiner persönlichen Vision von Führung ist es, die Nadel zur Gleichstellung der Geschlechter zu bewegen.“

Nally ist Mitglied mehrerer Aufsichtsräte, so seit Oktober 2016 von Morgan Stanley und seit Januar 2020 von AmerisourceBergen. Ferner ist er Trustee der Carnegie Hall und stellvertretender Vorsitzender des United States Council for International Business.
Nally ist verheiratet und hat drei Töchter und einen Sohn. Er ist das zweite von fünf Kindern eines FBI-Mitarbeiters.